# کایاپینار (توفان بی‌لی)
کایاپینار (به ترکی استانبولی: Kayapınar) یک منطقهٔ مسکونی در ترکیه است که در توفانبیلی واقع شده‌است.